# Omphalocarpum ogouense
Omphalocarpum ogouense är en tvåhjärtbladig växtart som beskrevs av Jean Baptiste Louis Pierre och Adolf Engler. Omphalocarpum ogouense ingår i släktet Omphalocarpum och familjen Sapotaceae.
Artens utbredningsområde är Gabon. Inga underarter finns listade i Catalogue of Life.